# Osteocephalus subtilis
Osteocephalus subtilis é uma espécie de anfíbio da família Hylidae. Endêmica do Brasil, onde pode ser encontrada apenas na localidade-tipo no município de Cruzeiro do Sul, no estado do Acre. Possivelmente ocorre no Peru e Colômbia.